# 莚

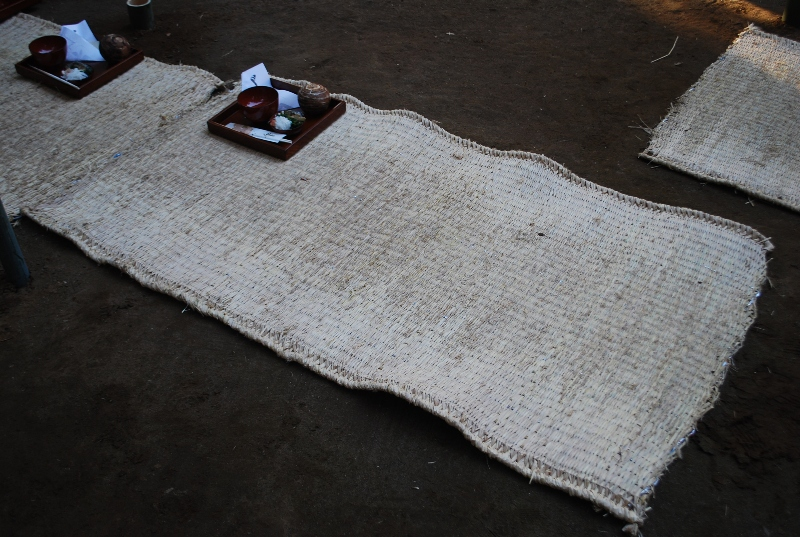
むしろ

莚（むしろ、筵・席・蓆）とは、藁（わら）やイグサなどで編んだ簡素な敷物。

## 概要
広義の莚（むしろ）は、藁莚（わらむしろ）、茣蓙（ござ）、畳表、菰（こも、薦）などの総称をいう。「ゴザムシロ」や「コモムシロ」などの呼称があり明確な区別はなかったと考えられている。ただし、10世紀の『倭名類聚抄』では竹製のものに「筵」、こも製のものに「席」を当て、材料により異なる漢字を用いていた。
狭義の莚（むしろ）は稲わらを材料にしたものをいう。正徳2年（1712年）成立の『和漢三才図会』には藁莚（わらむしろ）は農家では最も多用される敷物であると解説している。
なお、狭義の菰（こも）はマコモを編んだ敷物をいい、織って作られる莚（むしろ）に比べると経糸の数が少ない。

## 歴史
先史時代（文字で歴史が記録されるようになった有史時代よりも前）から使用されてきたと考えられている。近世になり農山村民が製莚を副業で行うようになった。

## 製作
莚（むしろ）を製作することを莚打ちという。莚（むしろ）を織る機械を莚機という。

## 筵道
天皇や貴人が歩く道筋や神事で祭神が遷御する通り道に敷く筵の道のことで、筵の上に白い絹を敷く場合もある。「えんどう」または「えどう」と言う。平安時代に宮中で舞が演じられる際に庭に敷かれる筵の道も筵道と呼ぶ。春日大社の式年造替で仮殿の「移殿(うつしどの)」から本殿まで祭神が通る道に敷かれるものは「清薦(きよごも)」と呼ばれ、明治以降は同大社の旧神領の農家が稲わらで作ってきた。これは神職が正遷宮前に精進潔斎のために泊まる斎館にも敷かれる。出雲大社の涼殿祭（すずみどのさい）では筵道に真菰が敷かれる。

## 用途
莚（むしろ）は建設資材として、コンクリート打設時の湿潤養生資材、法面の被覆、緑化工事の材料など幅広く用いられている。